# Nana de l'Ossa Major II
La Nana de l'Ossa Major II (UMa II dSph) és una galàxia nana esferoidal situada a la constel·lació de l'Ossa Major descoberta el 2006 en les dades obtingudes per l'Sloan Digital Sky Survey. La galàxia és localitzada aproximadament 30 kpc del Sol i es desplaça cap al Sol amb la velocitat d'uns 116 km/s.
 Té una forma el·líptica (relació d'eixos ~ 2: 1) amb el radi de mitja llum d'uns 140 pcs.
Uma II és un dels satèl·lits més petits i dèbils de la Via Làctia; la seva lluminositat integrada és aproximadament 4.000 vegades la del Sol (magnitud absoluta visible d'aproximadament −4.2), molt inferior a la lluminositat de la majoria. de cúmuls globulars. Uma II és fins i tot menys lluminós que algunes estrelles, com Canopus a la Via Làctia. És comparable en lluminositat a Bellatrix a Orió. Tanmateix, la seva massa és d'uns 5 milions de masses solars, cosa que significa que la relació massa-llum de la galàxia és al voltant del 2000.
 Pot ser que siga una sobreestimació, ja que la galàxia té una forma una mica irregular i pot estar en procés de disrupció de les marees.
La població estel·lar d'Uma II es compon principalment d'estrelles antigues formades fa almenys 10 mil milions d'anys. La metal·licitat d'aquestes estrelles antigues també és molt baixa a [Fe / H] ≈ −2,44 ± 0,06, cosa que significa que contenen 300 vegades menys elements pesants que el Sol. Les estrelles d'Uma II van ser probablement entre les primeres estrelles a formar-se a l'Univers. Actualment no hi ha formació estel·lar a Uma II. Fins ara, les mesures no han detectat cap hidrogen neutre: el límit superior només és de 562 masses solars.